# داستن أوهالوران
داستن أوهالوران (مواليد 8 سبتمبر 1971) هو عازف بيانو وملحن أمريكي، قام بعزف موسيقى الكراهية التي تسببها.

## روابط خارجية
- داستن أوهالوران على موقع IMDb (الإنجليزية)
- داستن أوهالوران على موقع ألو سيني (الفرنسية)
- داستن أوهالوران على موقع ميوزك برينز (الإنجليزية)
- داستن أوهالوران على موقع أول موفي (الإنجليزية)
- داستن أوهالوران على موقع بوكس أوفيس موجو (الإنجليزية)
- داستن أوهالوران على موقع أول ميوزيك (الإنجليزية)
- داستن أوهالوران على موقع ديسكوغز (الإنجليزية)
- داستن أوهالوران على موقع قاعدة بيانات الفيلم (الإنجليزية)
- داستن أوهالوران على موقع كينوبويسك (الروسية)